# أنطونيو خوسيه عمار إي بوربون
أنطونيو خوسيه عمار إي بوربون (بالإسبانية: Antonio José Amar y Borbón) هو عسكري إسباني، ولد في مارس 1742 في سرقسطة في إسبانيا، وتوفي بنفس المكان في 1826.